# Paralelo 32 S
O Paralelo 32 S é um paralelo no 32° grau sul no plano equatorial terrestre .
No sistema geodésico WGS 84, à latitude 32° sul, um grau de longitude tem cerca de 94492 m. O comprimento total do paralelo é de 34017 km, cerca de 85% do comprimento da linha do Equador. Dista 3542 km da linha do Equador e 6460 km do polo Sul.
Começando no Meridiano de Greenwich e tomando a direcção do Leste, o paralelo 32º S passa por:
| País, território ou mar | Notas                                                         |
| ----------------------- | ------------------------------------------------------------- |
| Oceano Atlântico        |                                                               |
| África do Sul           | Cabo Ocidental Cabo Setentrional Cabo Ocidental Cabo Oriental |
| Oceano Índico           |                                                               |
| Austrália               | Austrália Ocidental - Ilha Rottnest                           |
| Oceano Índico           |                                                               |
| Austrália               | Austrália Ocidental - passa em Perth                          |
| Oceano Índico           | Grande Baía Australiana                                       |
| Austrália               | Austrália do Sul                                              |
| Oceano Índico           | Grande Baía Australiana                                       |
| Austrália               | Austrália do Sul Nova Gales do Sul                            |
| Oceano Pacífico         | Passa a sul da Pirâmide de Ball, Austrália                    |
| Chile                   |                                                               |
| Argentina               | Passa a sul de Rosário                                        |
| Uruguai                 |                                                               |
| Brasil                  | Rio Grande do Sul                                             |
| Oceano Atlântico        |                                                               |